# Liste von Barn Dance Shows
Die Liste von Barn Dance Shows bietet einen Überblick über die in den USA der 1930er und 1940er Jahre populären Country-Musik-Sendungen. Die Anzahl der Barn Dance Shows wird auf über 600 geschätzt.
| Sendung                                                                  | Beginn - Ende                      | Sender                        | Ort                                        | Bild |
| ------------------------------------------------------------------------ | ---------------------------------- | ----------------------------- | ------------------------------------------ | ---- |
| Alabama Jamboree                                                         | 1954 - unbekannt                   | WLBS                          | Birmingham, Alabama                        |      |
| Alabama Hayloft Jamboree                                                 | 1941 - min. 1948                   | WAPI                          | Birmingham, Alabama                        |      |
| Allegheny Mountain Jamboree                                              | 1955 - unbekannt                   | WFRM                          | Coudersport, Pennsylvania                  | –    |
| Arizona Hayride                                                          | 1955 - ca. 1957                    | KRUX                          | Phoenix, Arizona                           |      |
| Arizona Hayride                                                          | 1949 - unbekannt                   | KCNA                          | Tucson, Arizona                            |      |
| Arkansas Jamboree Barndance                                              | 1946–1960                          | KLRA                          | Little Rock, Arkansas                      |      |
| Arkansas Opry                                                            | 1968–1974                          | ???                           | Mariana, Arkansas                          | –    |
| Barn Dance Jamboree                                                      | Mitte 1940er Jahre - unbekannt     | WJW                           | Cleveland, Ohio                            | –    |
| Barnyard Frolic (siehe Arkansas Jamboree Barndance)                      | 1946–1960                          | KRLA                          | Little Rock, Arkansas                      |      |
| Big Barn Frolic                                                          | unbekannt - unbekannt              | WJR                           | Detroit, Michigan                          | –    |
| Big D Jamboree                                                           | 1948 - 1960er Jahre                | KRLD                          | Dallas, Texas                              |      |
| Big E Jamboree                                                           | 1954 - unbekannt                   | ???                           | Evansville, Indiana                        | –    |
| Big State Jamboree                                                       | unbekannt - unbekannt              | KRBC                          | Abilene, Texas                             | –    |
| Blue Bonnet Barn Dance                                                   | 1953 - unbekannt                   | KCEN-TV                       | Temple, Texas                              |      |
| Bluff Creek Round Up                                                     | 1944 - unbekannt                   | KOMA                          | Oklahoma City, Oklahoma                    |      |
| Boone County Jamboree (siehe Midwestern Hayride)                         | unbekannt - 1937                   | WLW                           | Cincinnati, Ohio                           |      |
| Broadway Barn Dance                                                      | 1944 - unbekannt                   | WOV                           | New York City, New York                    |      |
| Brown County Jamboree                                                    | 1941–1987                          | WBIC / WIRE                   | Beanblossom, Indiana                       | –    |
| Brush Creek Follies                                                      | 1935 - unbekannt                   | KMBC                          | Kansas City, Missouri                      |      |
| Calgary Stampede                                                         | 1955 [?] - unbekannt               | ???                           | Calgary, Alberta (Kanada)                  | –    |
| California Hayride                                                       | 1956 - unbekannt                   | K???                          | Richmond, Kalifornien                      | –    |
| Carlisle Family Barn Dance                                               | 1928 [?] - Anfang 1940er Jahre [?] | WLAP                          | Louisville, Kentucky / Lexington, Kentucky | –    |
| Carolina Barn Dance                                                      | 1949–1955                          | WBRM                          | Spruce Pine, North Carolina                | –    |
| Carolina Hayride                                                         | 194? - unbekannt                   | WBT                           | Charlotte, North Carolina                  |      |
| Chippewa Valley Barn Dance                                               | 1948–1976                          | WEAU                          | Eau Claire, Wisconsin                      | –    |
| Circle Jamboree                                                          | 1953 - unbekannt                   | WERE                          | Cleveland, Ohio                            | –    |
| CKNX Barn Dance                                                          | 1937 - 1963 / 1987 - heute         | CKNX                          | Wingham, Ontario (Kanada)                  |      |
| Cornbelt Jamboree                                                        | Anfang 1940er Jahre - 1946         | KMA                           | Council Bluffs, Iowa                       |      |
| Country Carnival Barn Dance                                              | 1948 - unbekannt                   | KMPC                          | San Gabriel, Kalifornien                   | –    |
| Country School                                                           | 1928–1950                          | KMA                           | Council Bluffs, Iowa                       |      |
| Cowtown Hoedown                                                          | unbekannt - unbekannt              | KCUL                          | Fort Worth, Texas                          | –    |
| Cowtown Jamboree                                                         | unbekannt - 1978                   | KVTV                          | Fort Worth, Texas                          | –    |
| Cowtown Jubilee                                                          | 1950 - unbekannt                   | KCMO                          | Kansas City, Missouri                      |      |
| Cowtown Jubilee (siehe Cowtown Hoedown)                                  | unbekannt - unbekannt              | KCUL                          | Fort Worth, Texas                          | –    |
| Crazy Barn Dance                                                         | 1934 - unbekannt                   | WBT                           | Charlotte, North Carolina                  |      |
| Deep South Jamboree                                                      | 1954 [?] - unbekannt               | WBAM                          | Montgomery, Alabama                        |      |
| Dinner Bell Roundup (siehe KXLA Hometown Jamboree)                       | 1944 [?] - 1949                    | KXLA                          | Pasadena, Kalifornien                      |      |
| Dixie Barn Dance                                                         | unbekannt - unbekannt              | WKAB                          | Mobile, Alabama                            | –    |
| Dixie Hayride                                                            | unbekannt - unbekannt              | ???                           | Florence, Alabama                          | –    |
| Dixie Jamboree                                                           | unbekannt - unbekannt              | WBT                           | Charlotte, North Carolina                  |      |
| Dixie Jamboree                                                           | 1947 - 1950er Jahre                | WVOK                          | Birmingham, Alabama                        |      |
| Dixieland Jamboree                                                       | 1954 - min. 1959                   | ???                           | Corinth, Mississippi                       | –    |
| Dream Ranch Jamboree                                                     | 1950 [?] - unbekannt               | WJMX                          | Florence, South Carolina                   | –    |
| Dude Ranch Jamboree                                                      | unbekannt - unbekannt              | CBS                           | North Attleboro, Massachusetts             | –    |
| East Texas Jamboree                                                      | unbekannt - unbekannt              | KOSF                          | Lufkin, Texas                              |      |
| East Texas Hillbilly Jamboree                                            | 1953 - unbekannt                   | KFRO                          | Longview, Texas                            |      |
| Ernest Tubb Midnight Jamboree                                            | 1947 – heute                       | WSM                           | Nashville, Tennessee                       | WSM  |
| EZ Hoedown                                                               | unbekannt - unbekannt              | ???                           | New Orleans, Louisiana                     | –    |
| Foreman Phillips County Barn Dance                                       | 1942 - unbekannt                   | KRKD                          | Los Angeles, Kalifornien                   | –    |
| Fulton County Jamboree                                                   | 1939–1940                          | WJTL / WKL                    | Atlanta, Georgia                           | –    |
| Garden State Jamboree                                                    | 1954 - unbekannt                   | WATV                          | Newark, New Jersey                         | –    |
| Georgia Jamboree                                                         | 1933–1934                          | WSB                           | Atlanta, Georgia                           |      |
| Georgia Jubilee                                                          | um 1950 - um 1958                  | WWTJH                         | Atlanta, Georgia                           | –    |
| Grand Ole Opry                                                           | 1925 - heute                       | WSM                           | Nashville, Tennessee                       | WSM  |
| Gold Coast Jamboree                                                      | 1956 - unbekannt                   | WMIE                          | Miami, Florida                             | –    |
| Happy Valley Jamboree                                                    | unbekannt - unbekannt              | WSGN                          | Birmingham, Alabama                        | –    |
| Hawkins County Barn Dance                                                | 1952 - unbekannt                   | WJHL                          | Hawkins County, Tennessee                  | –    |
| Hayloft Frolic                                                           | 1952–1957                          | WTTV                          | Terre Haute / Bloomington, Indiana         | –    |
| Hayloft Hoedown                                                          | 1945 [?] - min. 1955               | WFIL                          | Philadelphia, Pennsylvania                 |      |
| Hayloft Jamboree                                                         | Anfang 1950er Jahre - unbekannt    | WCOP                          | Boston, Massachusetts                      |      |
| Hayloft Jamboree                                                         | unbekannt - unbekannt              | WDAY                          | Fargo, North Dakota                        | –    |
| Hillbilly Jamboree                                                       | unbekannt - unbekannt              | WPAR                          | Parkersburg, West Virginia                 | –    |
| Hilltop Jamboree                                                         | 1950er Jahre - unbekannt           | WGRC                          | Louisville, Kentucky                       | –    |
| Hocking Valley Darn Dance                                                | um 1951 - unbekannt                | WAOK                          | Lancaster, Ohio                            | –    |
| Hoedown Jamboree                                                         | 1955 - unbekannt                   | KJEF, KEUN, KSIG              | Crowley, Louisiana                         |      |
| Hollywood Barn Dance                                                     | 1943–1948                          | KNX                           | Hollywood, Kalifornien                     |      |
| Hometown Frolics                                                         | unbekannt - 1959                   | WNTA                          | New York (?)                               | –    |
| Hometown Jamboree                                                        | unbekannt - unbekannt              | CFCF                          | Montreal, Québec (Kanada)                  | –    |
| Hometown Jamboree                                                        | 1949–1959                          | KXLA                          | Los Angeles, Kalifornien                   |      |
| Hoosier Hop                                                              | 1932 - 1950er Jahre [?]            | WOWO                          | Fort Wayne, Indiana                        |      |
| Hoosierland Barn Dance                                                   | Anfang 1950er Jahre - unbekannt    | WLBC                          | Muncie, Indiana                            |      |
| Hoosierland Jamboree                                                     | 1942 - unbekannt                   | WJOB                          | Hammond, Indiana                           | –    |
| Houston Hometown Jamboree                                                | 1954 - unbekannt                   | KNUZ                          | Houston, Texas                             |      |
| Indiana Hoedown                                                          | 1955 - unbekannt                   | WFBM                          | Indianapolis, Indiana                      | –    |
| Iowa Barn Dance Frolic                                                   | 1930–1958                          | WHO                           | Des Moines, Iowa                           |      |
| Johnson County Jamboree                                                  | unbekannt - unbekannt              | ???                           | Clarksville, Arkansas                      |      |
| Kansas Roundup                                                           | 1940er Jahre - unbekannt           | WIBW                          | Topeka, Kansas                             |      |
| Kentucky Mountain Barn Dance                                             | unbekannt - unbekannt              | WKLX / WVLK                   | Brownsville, Kentucky                      | –    |
| Korn's-a-Krackin'                                                        | 1941 - unbekannt                   | KWTO                          | Springfield, Missouri                      | –    |
| KVOA Barn Dance                                                          | unbekannt - unbekannt              | KVOA                          | Tucson, Arizona                            | –    |
| KWTO Barn Dance                                                          | unbekannt - unbekannt              | KWTO                          | Springfield, Missouri                      | –    |
| Lazy Ranch Boys Barn Dance                                               | 1950er Jahre - unbekannt           | WXYZ                          | Detroit, Michigan                          |      |
| Lee Mace’s Ozark Opry                                                    | 1953 - 2005                        | KRCG, KMOS                    | Lake of the Ozarks, Missouri               | –    |
| Liberty Jamboree                                                         | unbekannt - unbekannt              | ???                           | ???                                        | –    |
| Liberty Theater Barn Dance                                               | unbekannt - unbekannt              | WCKY                          | Covington, Kentucky                        | –    |
| Los Angeles County Barn Dance (siehe Foreman Phillips County Barn Dance) | 1942 - unbekannt                   | KRKD                          | Los Angeles, Kalifornien                   | –    |
| Louisiana Hayride                                                        | 1948–1960                          | KWKH, AFN, CBS                | Shreveport, Louisiana                      |      |
| Main Street Jamboree                                                     | 1952–1957                          | CHML                          | Hamilton, Ontario (Kanada)                 |      |
| Marshall Jamboree                                                        | 1952 - unbekannt                   | KMHT                          | Marshall, Texas                            |      |
| Maumee Valley Jamboree                                                   | 1947 - unbekannt                   | WTOD                          | Toledo, Ohio                               | –    |
| Michigan Barn Dance                                                      | 1954 - unbekannt                   | WKNX                          | Saginaw, Michigan                          | –    |
| Midway Jamboree                                                          | 1950er Jahre - unbekannt           | WGWD                          | Gadsden, Alabama                           | –    |
| Midwest Jamboree                                                         | Mitte 1950er Jahre - 1959          | KHOL-TV                       | Nebraska                                   | –    |
| Midwestern Hayride                                                       | 1937–1972                          | WLW                           | Cincinnati, Ohio                           | WLW  |
| Missouri Valley Barn Dance                                               | 1943 [?] - unbekannt               | WNAX                          | Yankton, South Dakota                      |      |
| National Barn Dance                                                      | 1924–1969                          | WLS, NBC                      | Chicago, Illinois                          | –    |
| Newbury Barn Dance                                                       | unbekannt - unbekannt              | CFCO                          | Chatham, Ontario                           |      |
| Northern Jamboree                                                        | unbekannt - unbekannt              | ???                           | Whitehorse, Yukon                          | –    |
| Old Dominion Barn Dance                                                  | 1946–1957                          | WRVA                          | Richmond, Virginia                         |      |
| Old Farm Hour                                                            | um 1934 - frühe 1940er Jahre       | WCHS                          | Charleston, West Virginia                  |      |
| Old Fashioned Barn Dance                                                 | 1930 - unbekannt                   | KMOX                          | St. Louis, Missouri                        |      |
| Old Kentucky Barn Dance                                                  | 1949 - unbekannt                   | WHAS, AFN, NBC                | Louisville, Kentucky                       |      |
| Old South Jamboree                                                       | unbekannt - unbekannt              | WMIL                          | Miami, Florida                             | –    |
| Ole Buckskin Opry                                                        | unbekannt - unbekannt              | CKMO                          | Vancouver, British Columbia                | –    |
| Original Warren County Jamboree                                          | unbekannt - unbekannt              | WRRN                          | Warren, Pennsylvania                       | –    |
| Ozark Jubilee                                                            | 1953–1961                          | KWTO                          | Springfield, Missouri                      | –    |
| Peach State Jamboree                                                     | 1955–1958                          | WJAT                          | Swainsboro, Georgia                        | –    |
| Pine Hollow Jamboree                                                     | 1952 - unbekannt                   | WPIC                          | Sharon, Pennsylvania                       |      |
| Pop Eckler's Radio Jamboree                                              | 1938–1940                          | WSB                           | Atlanta, Georgia                           |      |
| Possum Holler Opry                                                       | 1961–1970                          | WGEM-TV                       | Quincy, Illinois                           | –    |
| Radio Ranch                                                              | 1953 - unbekannt                   | WGY                           | Schenectady, New York                      | –    |
| Red River Jamboree                                                       | 1950er Jahre - unbekannt           | KFTV                          | Paris, Texas                               | –    |
| Renfro Valley Barn Dance                                                 | 1937 - heute                       | WLW                           | Renfro Valley, Kentucky                    | WLW  |
| Rhythm Jamboree Bandwagon                                                | 1950er Jahre - unbekannt           | KWGB                          | Goodland, Kansas                           | –    |
| Rockford Hayloft Jamboree                                                | 1948–1956                          | ???                           | Rockford, Illinois                         | –    |
| Rocky Mountain Jamboree                                                  | 1959–1970                          | KLAK                          | Denver, Colorado                           |      |
| Saddle Mountain Roundup                                                  | 1939 - unbekannt                   | KVOO / KRLD                   | Tulsa, Oklahoma / Dallas, Texas            | ---- |
| Sagebrush Roundup                                                        | 1938 - 1956 (bzw. bis heute)       | WMMN                          | Fairmont, West Virginia                    |      |
| Saturday Frolic                                                          | Anfang 1950er Jahre - unbekannt    | WLAC                          | Nashville, Tennessee                       | –    |
| Saturday Night Barn Dance                                                | 1948 - unbekannt                   | KLWT                          | Lebanon, Missouri                          |      |
| Saturday Night Jamboree                                                  | 1953–1954                          | WHBQ                          | Memphis, Tennessee                         |      |
| Saturday Night Shindig                                                   | 1944 - unbekannt                   | WFAA                          | Dallas, Texas                              |      |
| Saturday Night Hoedown                                                   | 1935 - 1950er-jahre [?]            | CJCH                          | Halifax, Nova Scotia (Kanada)              | –    |
| Saturday Night Hoedown                                                   | unbekannt - unbekannt              | KOA                           | Denver, Colorado                           | –    |
| Saturday Night Round-Up                                                  | 1941 [?] - 1948 [?]                | KWKH                          | Shreveport, Louisiana                      |      |
| Shady Valley Gang                                                        | unbekannt - unbekannt              | KWK                           | St. Louis, Missouri                        |      |
| Sleepy Hollow Ranch                                                      | unbekannt - unbekannt              | ???                           | Philadelphia, Pennsylvania                 | –    |
| Sohio Hayride                                                            | unbekannt - unbekannt              | ???                           | Cincinnati, Ohio                           | –    |
| South Texas Serenade                                                     | 1953 - unbekannt                   | WOGT                          | Orange, Texas                              | –    |
| Southern Barn Dance                                                      | 1955 - unbekannt                   | WWEZ                          | New Orleans, Louisiana                     | –    |
| Sunset Valley Barn Dance                                                 | 1940 - unbekannt                   | KSTP                          | St. Paul, Minnesota                        |      |
| Suwanee River Jamboree                                                   | 1952–1962                          | WNER                          | Live Oak, Florida                          |      |
| Tennessee Barn Dance                                                     | 1942–1987                          | WNOX                          | Knoxville, Tennessee                       |      |
| Tennessee Hayloft Jamboree                                               | 1950er Jahre - unbekannt           | WAGC                          | Chattanooga, Tennessee                     | –    |
| Tennessee Jamboree                                                       | 1953 - 1970er Jahre                | WLAF                          | La Follette, Tennessee                     | –    |
| Texas Barn Dance                                                         | unbekannt - unbekannt              | KTBB                          | Tyler, Texas                               | –    |
| Texas Jamboree                                                           | 1959 - unbekannt                   | ???                           | Houston, Texas                             | –    |
| Texoma Round-Up                                                          | unbekannt - unbekannt              | ???                           | Dallas, Texas                              | –    |
| Tidewater Jamboree                                                       | 1955 [?] - unbekannt               | WAVY                          | Tidewater, Virginia                        | –    |
| Town & Country Show                                                      | 1959 - unbekannt                   | KTRH                          | Houston, Texas                             | –    |
| Town and Country Time Jamboree                                           | 1956 - unbekannt                   | WMAL-TV                       | Washington, D.C.                           | –    |
| Town Hall Jamboree                                                       | unbekannt - unbekannt              | WIP                           | Philadelphia, Pennsylvania                 |      |
| Town Hall Party                                                          | 1951–1961                          | KXLA, NBC, Fernsehsender KTTV | Compton, Kalifornien                       |      |
| Tucson Jamboree                                                          | 1959 - unbekannt                   | KAIR, KOLD-TV                 | Tucson, Arizona                            | –    |
| Village Barn Dance                                                       | unbekannt - unbekannt              | ???                           | Greenwich Village, New York                | –    |
| Virginia Barn Dance                                                      | 1949 - unbekannt                   | WDVA                          | Danville, Virginia                         |      |
| WCKY Jamboree                                                            | unbekannt - unbekannt              | WCKY                          | Covington, Kentucky                        | –    |
| Western Barn Dance                                                       | unbekannt - unbekannt              | ???                           | Wichita Falls, Texas                       | –    |
| Western Jamboree                                                         | unbekannt - unbekannt              | WSAZ                          | Huntington, West Virginia                  | –    |
| WHN Barn Dance                                                           | 1935 - unbekannt                   | WHN                           | New York City, New York,                   | –    |
| WIBC Jamboree                                                            | unbekannt - unbekannt              | WIBC                          | Indianapolis, Indiana                      | –    |
| WJJL Jamboree                                                            | unbekannt - unbekannt              | WJJL                          | Niagara Falls, New York                    |      |
| WKBH Barn Dance                                                          | unbekannt - unbekannt              | WKBH                          | La Crosse, Wisconsin                       | –    |
| WMBG Jamboree                                                            | unbekannt - unbekannt              | WMBG                          | Richmond, Virginia                         | –    |
| WMCA Barn Dance                                                          | 1935 - unbekannt                   | WMCA                          | New York City, New York                    | –    |
| WMMT Jamboree                                                            | 1954–1960                          | WMMT                          | McMinnville, Tennessee                     |      |
| WPFB Jamboree                                                            | unbekannt - unbekannt              | WPFB                          | Middletown, Ohio                           | –    |
| WSB Barn Dance                                                           | 1940–1950                          | WSB                           | Atlanta, Georgia                           |      |
| WWVA Jamboree                                                            | 1933 - heute                       | WWVA                          | Wheeling, West Virginia                    |      |